# メトロ・ゴールドウィン・メイヤー配給のアニメ映画の一覧
- アニメーション映画 > アメリカ合衆国のアニメ映画作品一覧 > メトロ・ゴールドウィン・メイヤー配給のアニメ映画の一覧

## 作品

### 1970年代
- マイロのふしぎな冒険（1970年）

### 1980年代
- ニムの秘密（1986年7月25日）

### 1990年代
- 天国から来たわんちゃん（1993年4月21日）
- ペンギン物語〜きらきら石のゆくえ〜（1995年6月10日）
- 天使のわんちゃん チャーリーとイッチー（VHS発売／1996年11月1日）
- おもちゃの国を救え!（1998年11月20日）

### 2000年代
- アーサーとミニモイの不思議な国（2007年9月22日）

### 2010年代
- ロックン・ルール（2010年12月3日）
- 名探偵シャーロック・ノームズ（ブルーレイ&DVD発売／2018年8月8日）

### 2020年代
- アダムス・ファミリー（2020年9月25日）
- アダムス・ファミリー2 アメリカ横断旅行!（2022年1月28日）